# Bryoerythrophyllum
Bryoerythrophyllum là một chi rêu trong họ Pottiaceae.